# Sebastiaan Weenink
Sebastiaan Weenink (* 27. August 1986 in Rotterdam) ist ein ehemaliger niederländischer Squashspieler.

## Karriere
Sebastiaan Weenink begann seine Profikarriere im Jahr 2007 und gewann einen Titel auf der PSA World Tour. Im Januar 2015 erreichte er mit Rang 82 seine beste Platzierung in der Weltrangliste. Mit der niederländischen Nationalmannschaft wurde er 2007 Vizeeuropameister hinter England. Mit dieser nahm er außerdem 2009 und 2013 an Weltmeisterschaften teil. 2015 wurde er niederländischer Meister. In Deutschland war Weenink beim Sportwerk Hamburg Walddörfer in der 1. Squash-Bundesliga gemeldet.

## Erfolge
- Vizeeuropameister mit der Mannschaft: 2007
- Gewonnene PSA-Titel: 1
- Niederländischer Meister: 2015